# Біологічний прогрес
Біологічний прогрес — переважання народжуваності в популяціях над смертністю в них (високий потенціал виживання). Характеризується зростанням чисельності особин, розширенням ареалу проживання, підвищенням внутрішньовидової мінливості. Результат успіху виду в боротьбі за існування.
Процес еволюції йде безперервно в напрямку максимального пристосування живих організмів до умов довкілля (тобто відбувається зростання пристосованості нащадків в порівнянні з предками). Таке зростання пристосованості організмів до довкілля О. М. Сєверцов назвав біологічним прогресом. Постійне зростання пристосованості організмів забезпечує збільшення чисельності, поширення даного виду (або групи видів) в просторі і поділ на підлеглі групи.
Критеріями біологічного прогресу є:
- збільшення чисельності особин;
- розширення ареалу;
- прогресивна диференціація — збільшення числа систематично тих груп, що складають даний таксон.

Еволюційний сенс виділених критеріїв полягає в тому, що виникнення нових пристосувань знижує елімінацію особин, в результаті середній рівень чисельності виду зростає. Стійке підвищення чисельності нащадків в порівнянні з предками призводить до збільшення щільності населення, що, в свою чергу, через загострення внутрішньовидової конкуренції викликає розширення ареалу; цьому ж сприяє і зростання пристосованості. Розширення ареалу приводить до того, що вид при розселенні стикається з новими факторами середовища, до яких необхідно пристосовуватися. Так відбувається диференціація виду, посилюється дивергенція, що веде до збільшення дочірніх таксонів. Таким чином, біологічний прогрес — це найзагальніший шлях біологічної еволюції.